# 園部藩
園部藩（日语：／ Sonobe han */?）是日本江戶時代的一個藩。位於丹波國船井郡，藩廳在園部城（今京都府南丹市園部町），藩主是小出氏，家格屬於外樣大名，於江戶城詰席時份在柳之間。
藩祖小出吉親是豐臣秀吉部將出石藩主小出吉政的次男，在關原之戰時，小出吉政雖屬西軍，但因為弟弟秀家加入東軍且頗為活躍，因此領地獲安堵，繼承者小出吉英移往位於和泉國的岸和田城，為岸和田藩，出石藩便交由小出吉親領有，可是在1619年（元和5年）時小出吉英又被幕府移回出石藩，小出吉親便移封到丹波國園部城，成立園部藩，領兩萬九千八百石。
小出吉親來到新領地後著手檢地、城下町建設及河川治水，為藩政打下良好基礎，後來小出吉親退隱時，繼承的兒子小出英知奉上五千石當隱居料，但是加上新開墾的田地，仍領有兩萬五千石。在吉親死後分給英知之弟小出吉直、小出吉忠。第4代藩主小出英貞也給次男小出英治一千石，所以園部藩後來的石高為兩萬四千石。而4代藩主小出英貞、5代藩主小出英持、6代藩主小出英常皆曾出任江戶幕府職務，英貞和英持擔任過奏者番、寺社奉行、若年寄，英常僅任職奏者番。
7代藩主小出英筠時，園部藩爆發嚴重的旱災與饑荒、洪水，尤其在1787年（天明7年）的歉收引發嚴重的百姓起義，為處理、鎮壓，使藩財政陷入窮困，小出英筠開始菸草専賣制、木材販售也不再市場化、成立藩校教先館，可是財政並不算成功，直到8代藩主小出英發時仍爆發多起強訴事件，而且英發無子，在隱居後遂以大村純昌之七子英教招為女婿繼承，但小出英教年僅二十七歲便早逝，還比英發早辭世，由才六歲的遺兒小出英尚繼任。
小出英尚在大政奉還後完全倒向新政府，還參加西園寺公望指揮的山陰道鎮撫軍，1871年（明治4年）廢藩置縣後結束小出家於園部十代的統治，後於1884年（明治17年）被列為子爵。

## 歷任藩主
1. 小出吉親
2. 小出英知
3. 小出英利
4. 小出英貞
5. 小出英持
6. 小出英常
7. 小出英筠
8. 小出英發
9. 小出英教 （肥前主大村藩主大村純昌之七子）
10. 小出英尚